# 陳淑均
陳淑均（？—約1840年）:42，字友松，泉州晉江人:53，清代官吏，曾纂修《噶瑪蘭廳志》。

## 生平
陳淑均為嘉慶二十一年（1816年）舉人，中舉後即擔任知縣:53。道光二年（1822年），為探視身患疾病的叔父因而來臺灣，道光八年（1828年）在艋舺（今臺北市萬華區）教書:43，道光十年（1830年）受聘擔任噶瑪蘭（今宜蘭市）仰山書院山長（院長）:53。當時正逢《福建通志》等書先後纂修，陳淑均遂於翌年奉命編纂《噶瑪蘭廳志》，一年後完成初稿十卷，但並未刊行，書稿存於噶瑪蘭廳。道光十四年（1834年）內渡返鄉，察檢《大清通禮》、吳榮光所著《吾學錄》等書。道光十八年（1838年）應鹿港文開書院之聘請，再度抵達臺灣，於書院內掌教，在教書之餘寫成《噶瑪蘭廳志續補》二卷。陳淑均乃向噶瑪蘭廳人士索求《噶瑪蘭廳志》初稿，取得初稿後再度重修，並增入姚瑩所著《東槎紀略》、謝金鑾所著《蛤仔難紀略》、蕭竹所著《別景詩圖說》等新資料，改訂為八卷，其後又經李祺生、林逢春、蔡長青繼續修訂，至咸豐二年（1852年）噶瑪蘭廳通判董正官開始印刷此書。
其在擔任仰山書院山長期間曾為書院題字「仰山齋壁」，並評價噶瑪蘭學生：「其文雖典麗不足，而清剛簡貴，率各肖乎其才」，之後推測噶瑪蘭考中秀才者非常之多，參加鄉試者卻非常稀少之原因，建議模仿澎湖廳之先例或仍附於淡學，而以淡、彰合試之例，一同去取不限定額。